# Marianek
Marianek – wieś w Polsce, położona w województwie łódzkim, w powiecie piotrkowskim, w gminie Gorzkowice.
| SIMC    | Nazwa     | Rodzaj    |
| ------- | --------- | --------- |
| 0540044 | Sosnowiec | część wsi |

W latach 1975–1998 wieś administracyjnie należała do województwa piotrkowskiego.